# Budawangia gnidioides
Budawangia gnidioides är en ljungväxtart som först beskrevs av Victor Samuel Summerhayes, och fick sitt nu gällande namn av I.R.H. Telford. Budawangia gnidioides ingår i släktet Budawangia och familjen ljungväxter. Inga underarter finns listade i Catalogue of Life.